# Людовик Костянтин Потій
Людовик Костянтин Потій (біл. Людвік Канстанцін Пацей; 1664 — 30 січня 1730) — військовий і державний діяч Великого князівства Литовського і Речі Посполитої.

## Життєпис
Старший син воєводи вітебського Леонарда Габрієля Потія (1632—1695) і його дружини Регіни Огінської.
Почав служити в литовському війську з 1684 року, хоча стверджував, що бився у битві під Віднем. У лавах литовських військ брав участь у кампанії проти Туреччини. Був лютим супротивником домінування магнатського роду Сапег в Великому князівстві Литовському. Брав участь в литовській громадянській війні 1700 року проти Сапег. Брав участь в Битві при Олькеніках, в якій велике об'єднане військо литовських магнатів перемогло приватну армію Сапегів.
На початку Північної війни в 1702 на чолі 3000 солдатів відбивав напад шведської армії на Вільно. В 1703 разом з саксонською армією захопив замок Сапег — Тикоцин.
У 1708 році спільно з військом генерала і магната Якуба Рибінського в битві під Конецполем розгромив війська короля Станіслава Лещинського під керівництвом великого гетьмана коронного Юзефа Потоцького.
За підтримку на виборах король Речі Посполитої Август Сильний нагородив Людвика Орденом Білого Орла. Завдяки підтримці московського царя Петра І Людвик в 1709 став великим гетьманом литовським, бо погодився допомогти Московії у війні з Туреччиною.
Гетьман уславився в народі як п'яниця і зрадник, але між тим він був талановитим полководцем, особливо як командир кінноти, яка не раз опинялася в тилу ворога.
У своєму щоденнику генерал Мацей Рибінський стверджує, що в 1722 році цар Петро сп'яну викликав на поєдинок Людвика і програв йому.

### Посади
Писар земський берестецький, підкоморій берестецький з 1697, стражник литовський з 1698, підскарбій великий литовський з 1703 року, польний гетьман литовський в 1709, віленський каштелян і великий гетьман литовський з 1709 року, воєвода віленський з 1722 року, староста пунський, борчанський, ратинський, шерешовський, стоклиський, маршалок Литовського Трибуналу в 1714 році.